# I Don't Wanna Cry
«I Don't Wanna Cry» (en español: «No quiero llorar») es una canción grabada, escrita e interpretada por la cantautora estadounidense Mariah Carey, escrita por la propia Mariah Carey y Narada Michael Walden y producida por Walden para su álbum debut homónimo de estudio, Mariah Carey (1990). La balada fue el cuarto sencillo del álbum y se convirtió en otro sencillo número uno en Estados Unidos para la cantante Carey, aunque en el resto del mundo fue un considerable fracaso comercial. Al igual que el resto de los sencillos publicados del álbum Mariah Carey, la canción recibió un premio pop BMI.

## Composición y grabación
I Don't Wanna Cry" fue el primer sencillo de Mariah Carey que no escribió con Ben Margulies. Cuando Walden y ella escribieron la canción, Carey estaba ilusionada porque pensaba que tendría éxito en la radio. Carey había intentado producir la canción, pero los responsables de Sony/Columbia se negaron. Discutió a menudo con Walden en el estudio respecto a la producción de la canción y, como resultado, Walden se convirtió en el productor con el que peor relación tuvo de aquellos que trabajaron en su primer álbum. Walter Afanasieff, protegido de Walden en aquella época, afirmaría posteriormente que él coescribió y produjo la canción, y que, a cambio de darle el trabajo, Walden se adjudicó el trabajo realizado.
I Don't Wanna Cry" fue el cuarto sencillo número uno en la lista estadounidense Billboard Hot 100, convirtiéndola en la segunda artista (y primera artista femenina y artista en solitario) tras The Jackson 5 cuyos cuatro primeros sencillos alcanzaban el número uno en la lista Hot 100. También hizo que el álbum Mariah Carey rompiera todos los récords: todos los sencillos publicados llegaron al número uno en Estados Unidos. "I Don't Wanna Cry" alcanzó el número uno en su octava semana en la lista y permaneció dos semanas en lo más alto, desde el 18 de mayo al 1 de junio de 1991. Sustituyó en el número uno a "I Like the Way (the Kissing Game)" de Hi-Five y fue reemplazado por la canción del grupo Extreme "More Than Words". El sencillo se convirtió en el tercer número uno de Mariah Carey en la lista Adult Contemporary. Permaneció entre las cuarenta primeras posiciones de la lista Hot 100 durante trece semanas.
Fuera de Estados Unidos, fue uno de los sencillos del álbum Mariah Carey de menor éxito. Al igual que "Someday", no llegó a entrar entre los cuarenta primeros puestos en Australia y se convirtió en su primer sencillo que no se situó entre las cinco primeras posiciones en Canadá, aunque sí logró entrar en las diez primeras. En Reino Unido, se publicó la canción "There's Got to Be a Way" como cuarto sencillo del álbum, en lugar de "I Don't Wanna Cry".

## Vídeo
El vídeo fue dirigido por Larry Jordan y en él aparece Mariah Carey en una oscura casa del Medio Oeste de Estados Unidos y en un maizal, cantando sobre su mancillada relación.
Parte de una versión alternativa del vídeo se publicó en el vídeo/DVD The First Vision (1991) y el original, una versión más familiar, se incluyó en el vídeo/DVD #1's (1999) como un corte del director. La versión de 1991 tenía varias secuencias en color sepia que se eliminaron y sustituyeron para el DVD. Fue el único vídeo del primer álbum de Mariah Carey que se incluyó en #1's.

## Presentaciones en vivo
«I Don't Wanna Cry» fue incluido en las giras Music Box Tour (1993) y Daydream World Tour (1996).
19 años más tarde, la canción fue incluida en su residencia en Las Vegas: "#1 to Infinity" (2015-2017). También fue incluida en su residencia "The Butterfly Returns" (2018-2020)

## Lista de pistas
Estados Unidos, CD sencillo (sencillo casete/sencillo 7")
1. «I Don't Wanna Cry» (Álbum Versión)
2. «You Need Me» (Álbum Versión)

## Posicionamiento
| Lista (1991)                              | Posición más alta |
| ----------------------------------------- | ----------------- |
| Australia (ARIA)                          | 49                |
| Canadá (RPM Top Singles)                  | 2                 |
| Israel                                    | 11                |
| Filipinas                                 | 1                 |
| Estados Unidos Top 100 Singles (Cash Box) | 1                 |
| Estados Unidos (Billboard Hot 100)        | 1                 |
| Estados Unidos (Adult Contemporary)       | 1                 |
| Estados Unidos (Hot R&B/Hip-Hop Songs)    | 2                 |
| Estados Unidos (Radio Songs)              | 4                 |
| Nueva Zelanda (Recorded Music NZ)         | 13                |